# Sciastes hyperboreus
Sciastes hyperboreus là một loài nhện trong họ Linyphiidae.
Loài này thuộc chi Sciastes. Sciastes hyperboreus được Wladislaus Kulczynski miêu tả năm 1908.